# Salza-Stausee
Der Salza-Stausee ist eine von 1947 bis 1949 errichtete Talsperrenanlage am Salzabach zwischen Bad Mitterndorf und Sankt Martin am Grimming im Bezirk Liezen in der Steiermark.

## Lage und Gestalt
Der aus dem Toten Gebirge kommende Salzabach entwässert den mittleren Teil des Hinterberger Tales. Er durchbricht auf seinem Weg zum Ennstal in einer canyonartigen Schlucht als Talpass die östliche Verbindung des Dachsteinmassivs (Kemetgebirge) zum Grimming (Pass Stein).
Als nach dem Zweiten Weltkrieg in Österreich nach möglichen Standorten für neue Wasserkraftwerke gesucht wurde, entschied man sich auch für diesen Platz und riegelte mit einer Staumauer das Durchbruchstal auf der südlichen Seite ab. So entstand ein etwa 5500 Meter langer Stausee. Diese Strecke entspricht der Fußbreite des Felsmassivs. Der See ist nur etwa 80 bis 150 Meter breit und wird insbesondere im südlichen Teil von steilen, bis zu 500 Meter hohen Felswänden gesäumt, die ihm einen fjordähnlichen Charakter verleihen. Im Norden ist die Uferbegrenzung flacher, mittelgebirgsartig. Der See ist bis zu 50 Meter tief.
Entlang dem Westufer des Sees führt die Pass-Stein-Straße (L729). Nach der Flutung des Sees musste der Weg, der früher tiefer im Tal verlief, neu angelegt werden. Die Straße ist seit 2003 wegen Felssturz- und Steinschlaggefahr gesperrt. In der Nähe der Staumauer führt sie an einem kleinen Wasserfall und einem Marienbildnis vorbei.

## Nutzung und Ökologie

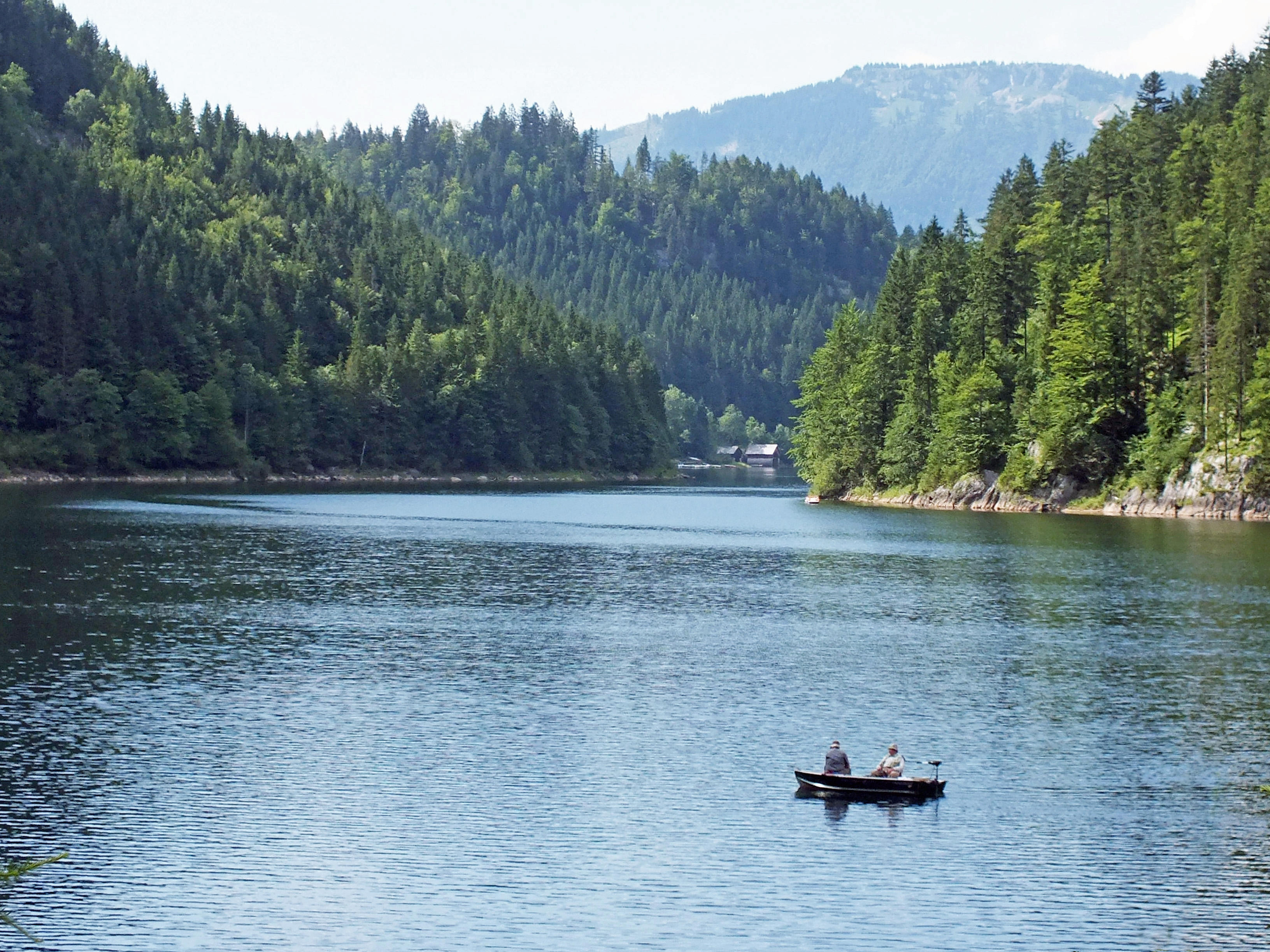
Am Nordteil des Salza-Stausees

Der Salza-Stausee wird als Naturbadesee genutzt
(er ist jedoch nicht als Badesee ausgewiesen, da zur Badewasserqualität kein Gewässermonitoring betrieben wird).
Nahe dem Nordende des Sees, am für Autos erlaubten Teil der Straße, gibt es eine Bootsausleihstation.
Fischen ist nicht erlaubt. 2007 wurde der See aus technischen Gründen vollkommen entleert. Eine Umsiedelung des Fischbestands wurde seinerzeit angedacht, aber als zu umfangreich verworfen. Daher wurde der Altbestand von rund 2500 Kilogramm Fisch komplett verwertet (und weiteren 900 Kilogramm aus der Salza unterhalb, die durch den Schlammabfluss ebenfalls hätte umgesiedelt werden müssen), und der Besatz mit See- und Bachforellen, sowie mit Saiblingen neu aufgebaut. In der Abfischmasse befanden sich rund 70 Prozent Flussbarsche, die bei der letzten Vollentleerung 1974 eingesetzt worden waren, was für das Berggewässer untypisch hoch ist.
Die  Revitalisierung des Habitats wurde seinerzeit als „eine einmalige Chance“ bezeichnet. Bis zur Konsolidierung des Bestands wird nicht befischt.
Die Gewässergüte beträgt I–II, vor dem Ausbau der Kläranlagen im Hinterberg war sie bei II–III (gut bis mäßig) gelegen.
Der Salza-Stausee liegt in einem Landschaftsschutzgebiet (Salzkammergut-Ost, LS 14a).

## Das Kraftwerk

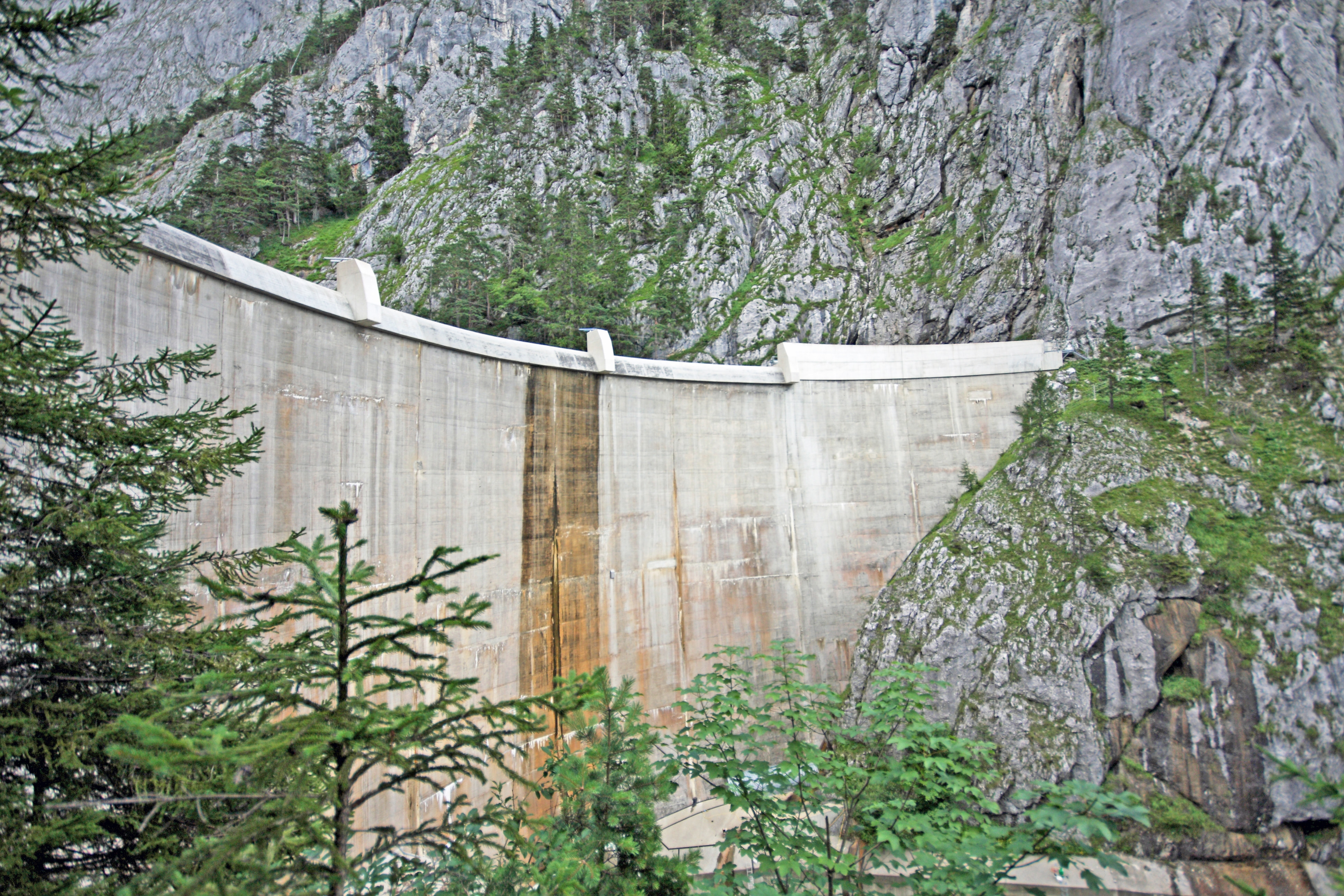
Die Staumauer

Die Stauanlage des Kraftwerkes ist eine Gleichwinkel-Gewölbemauer von 53 Meter Höhe und 121 Meter Kronenlänge. Ihre Mitte ist zwecks definiertem Hochwasserüberlaufs niedriger gehalten.
Das Kraftwerk liegt etwa 800 Meter talwärts von der Sperrmauer entfernt. Das Triebwasser wird aus der Talsperre über einen 320 Meter langen Druckstollen und eine anschließende 470 Meter lange Druckrohrleitung zum Maschinenhaus des Kraftwerks geführt. Hier treibt es eine Francis-Spiralturbine mit einem Laufraddurchmesser von 1,45 Meter bei einem Nenndurchfluss von 8600 Liter pro Sekunde, an die ein Drehstrom-Synchrongenerator mit 8 MVA angekoppelt ist.

## Nachweise
1. ↑  Pass-Stein-Straße, im Ennstal-Wiki
2. ↑  Die Spinne im Pass Stein, SAGEN.at >> Sagenhaftes Hinterbergertal, Sage zum Marienbildnis
3. ↑  Naturbadesee Salza Stausee, bergfex.at
 Salz-Stausee östlich des Dachstein, wissenswertes.at
4. ↑  Bootsvermietung Salza-Stausee, salzkammergut.at
5. 1 2  Salza-Stausee wird neu komplett besetzt. In: Kleine Zeitung online, 1. Oktober 2007; Zitat Matthias Pointinger, Österreichische Bundesforste (Memento vom 4. Oktober 2013 im Internet Archive) (Leseansicht öffnen)
6. 1 2  Lit. Seenbericht, S. 125 (pdf S. 127)